# Дружина керосинника
«Дружина керосинника» (рос. «Жена керосинщика») — радянський художній фільм 1988 року Олександра Кайдановського про різну долю двох братів-близнюків після конфлікту в місті, де всі один одного знають і життя їх тісно переплетені.

## Сюжет
Дія відбувається в старовинному містечку в колишній Східній Пруссії в 1950-і. Головні герої — брати Сергій та Павло Удальцови. Сергій — голова держвиконкому і таємний ватажок мафії. Павло — дивак, який роз'їжджає по місту на мотоциклі, пропонуючи жителям купити гас з іржавої діжки, яку возить за собою. Тим часом його красуня-дружина Оля не приховуючись крутить роман з молодим флейтистом.
У містечко приїжджає старший слідчий прокуратури, щоб розслідувати справу Сергія, на якого надійшов донос про хабарництво. Сергій керує злодіями та бандитами, обклав усіх жителів міста даниною.
Павло приходить на концерт, де грає флейтист, обливає його гасом і той згорає перед байдужими глядачами.
Слідчий дізнається, що Сергій і Павло робили переливання крові хлопчику, де Павло припустився помилки і хлопчик помер. Обоє братів були закохані в Олю. Коли Павло відбув ув'язнення, вона вийшла заміж за нього з жалю. Та виявляється, що Сергій підставив Павла зумисне, щоб відбити в нього дівчину.
Сергій заявляє слідчому, що йому огидне місто, де пам'ятники підмінюють справжніх людей, замість життя виходить мертва фальшивка. Павло вирішує взяти вину брата на себе, але не встигає — Сергій скоює самогубство.
Наприкінці слідчий пише звіт, згідно з яким Сергій помер, а його вину довести не вдалося.

## У ролях
- Анна Мясоєдова —  Ольга Вікторівна, дружина керосинника
- Олександр Балуєв —  Павло і Сергій Удальцов
- Вітаутас Паукште —  слідчий
- Сергій Векслер —  «Гермес», злодій-рецидивіст
- Михайло Данилов —  офіцер
- Михайло Крилов —  епізод
- Євген Миронов —  флейтист, коханець дружини керосинника
- Станіслав Чуркін —  Володимир Степанович, священик
- Галина Стаханова —  баба Груша
- Микола Ісполатов —  Василь Петрович

## Знімальна група
- Режисер — Олександр Кайдановський
- Сценарист — Олександр Кайдановський
- Оператор — Олексій Родіонов
- Художники — Теодор Тежик, Віктор Зенков
- Звукооператор — Євген Федоров
- Композитор — Олександр Гольдштейн